# Double Jeopardy
Double Jeopardy (bra Risco Duplo; prt Duplo Risco) é um filme norte-americano de 1999, do gênero suspense, dirigido por Bruce Beresford e estrelado por Tommy Lee Jones e Ashley Judd.

## Elenco
- Ashley Judd - Libby Parsons
- Tommy Lee Jones - Travis Lehman
- Bruce Greenwood - Nick Parsons
- Annabeth Gish - Angela Green
- Benjamin Weir - Matty (4 anos)
- Spencer Treat Clark - Matty (11 anos)
- Roma Maffia - Margaret Skolowski

## Recepção
O público pesquisado pelo CinemaScore deu ao filme uma nota média de "B+" em uma escala de A+ a F.
No consenso do agregador de críticas Rotten Tomatoes diz: "Um elenco talentoso não consegue salvar este suspense banal". Na pontuação onde a equipe do site categoriza as opiniões da grande mídia e da mídia independente apenas como positivas ou negativas, o filme tem um índice de aprovação de 27% calculado com base em 86 comentários dos críticos. Por comparação, com as mesmas opiniões sendo calculadas usando uma média aritmética ponderada, a nota alcançada é 4,4/10.
Em outro agregador, o Metacritic, que calcula as notas das opiniões usando somente uma média aritmética ponderada de determinados veículos de comunicação em maior parte da grande mídia, tem uma pontuação de 40/100, alcançada com base em 30 avaliações da imprensa anexadas no site, com a indicação de "revisões mistas ou neutras".